# Tortula viridipila
Tortula viridipila là một loài rêu trong họ Pottiaceae. Loài này được Dixon & Sainsbury mô tả khoa học đầu tiên năm 1933.